# Alastair Reynolds
Alastair Reynolds (* 13. března 1966 Barry, Velká Británie) je velšský autor science fiction. Specializuje se hlavně na space opery a hard science fiction.
Raná léta svého života strávil v Cornwallu, poté se vrátil zpátky do Walesu, kde na univerzitě v Newcastlu absolvoval fyziku a astronomii. Po získání doktorátu na skotské univerzitě St. Andrews roku 1991 se odstěhoval do Nizozemska, kde potkal svou partnerku Josette. Následovalo zhruba dvacet let vědecké práce jako astrofyzik – z toho deset let pro Evropskou kosmickou agenturu.

## Dílo

### Odhalený vesmír
- Odhalený vesmír 1 a 2. Triton, 2003, ISBN 80-7254-430-6, ISBN 80-7254-345-8 (Revelation Space, 2000)
- Kaldera 1 a 2. Triton, 2004, ISBN 80-7254-483-7, ISBN 80-7254-484-5 (Chasm city, 2001)
- Archa 1 a 2. Triton, 2005, ISBN 80-7254-621-X, ISBN 80-7254-622-8 (Redemption Ark, 2002)
- Údolí vykoupení 1 a 2. Triton, 2006, ISBN 80-7254-794-1, ISBN 80-7254-795-X (Absolution Gap, 2003)
- Diamond Dogs, Turquoise Days, 2003
- Galactic North, 2006
- The Prefect, 2007

### Poseidon's Children
- Blue Remembered Earth, 2012
- On the Steel Breeze, 2013
- Poseidon's Wake, 2015

### Romány
- Century Rain, 2004
- Transport ledu (Pushing Ice), 2005
- House of Suns, 2008
- Terminal World, 2010
- Harvest of Time, 2013

### Povídky
- Nunivak Snowflakes, 1990
- Prodloužený spánek, Ikarie 7/1992 (Dilation Sleep, 1990)
- Enola, 1991
- Digital to Analogue, 1992
- Byrd Land Six, 1995
- Spirey and the Queen, 1996
- Špion na Europě, Ikarie 5/2002 (A Spy in Europa, 1997)
- On the Oodnadatta, 1998
- Stroboscopic, 1998
- Galaktický sever, Ikarie 1/2003 (Galactic North, 1999)
- Andělé z popela, Ikarie 6/2001 (Angels of Ashes, 1999)
- Viper, 1999
- Velká marsovská zeď, Ikarie 9/2004 (Great Wall of Mars, 2000)
- Merlin's Gun, 2000
- Hideaway, 2000
- Glacial, 2001
- Fresco, 2001
- Diamond Dogs, 2001
- The Real Story, 2002
- Turquoise Days, 2002
- Emmissary, 2003
- Nightingaleová, Ikarie 7/2008 (Nightingale, 2006)

## Ocenění
- British Science Fiction Award
  - 2001 – román – Kaldera